# 食べて元気!ほらね
『食べて元気!ほらね』（たべてげんき ほらね）は、朝日放送テレビ（ABCテレビ）ほかで2003年4月5日から2008年3月22日まで放送されていたグルメ的な情報バラエティ番組である。提供スポンサーは関西電力の一社提供。

## 概要
当初は、榊原郁恵と磯野貴理がゲストを迎え､食・健康・体をテーマに生活情報を伝える番組だったが、2004年4月からはグルメ情報番組としてリニューアルし、宮根誠司が進行役、榊原・磯野はコメンテーターに回った｡
番組後半では宮根と土井という男2人が一緒に料理を作るのが特徴で、このコーナーが元になって土井は『男の料理教室』という本を2006年に上梓した。
2004年8月9日の関西電力美浜原発事故により、2004年8月14日から2005年2月までの間、CMが公共広告機構（現：ACジャパン）のものに差し替えられた。
なお、朝日放送では同じ曜日の早朝に、テレビ朝日制作の『週刊おかずのクッキング』が放送されており、同曜日・同放送局にて土井の出演番組が2つ放送されていた。

## 出演者
- 榊原郁恵
- 磯野貴理
- 宮根誠司（フリーアナウンサー、元ABCアナウンサー）
- 土井善晴（料理研究家）
- 小寺右子（ABCアナウンサー、レポーター）
- 喜多ゆかり（当時ABCアナウンサー、レポーター）
- 島田大（当時ABCアナウンサー、レポーター）
- 小牧芽美（レポーター）
- 関根友実（レポーター）

他、元ABCアナウンサーがレポーターとして出演していた。

### 過去の出演者
- 清水次郎（当時ABCアナウンサー、ナレーションも兼任していた。）

## スタッフ
- ナレーター : 松尾明子
- 構成 : 桑原尚志、沢野緑
- ブレーン : 景川淳子、鎌塚百美
- TD : 平間隆啓
- CAM : 朝香昌男、藤原朋巳
- VE : 北原伸之、山田由香、五味美由紀
- MIX : 小原修策、森永茂
- LD : 川島弘
- VTR : 斉藤竜也、風間久
- 美術 : 星野和久、野口敏嗣
- セットデザイン : 小川由紀夫、加藤周一
- ENG : 柴田義政（光学堂）
- EED（ビデオ編集） : 佐藤友彦・寺田智也（マウス）
- MA・音効 : 久保秀夫（戯音工房）
- 音効 : 河原夕子（戯音工房）
- 番組宣伝 : 野嵜喜美子（朝日放送）
- ディレクター : 森和樹・上野晴弘（朝日放送）、佐伯謙悟・野村佳宏・小玉和也（インパクト）
- プロデューサー : 秋山利謙・木下浩一（朝日放送）、安田貞夫（インパクト）
- 協力 : テイクシステムズ、テレビ朝日クリエイト
- 制作協力 : IMPACT
- 制作著作 : 朝日放送テレビ

## ネット局と放送時間
※終了当時
| 放送対象地域 | 放送局                      | 系列           | 放送時間             | 備考                      |
| ------------ | --------------------------- | -------------- | -------------------- | ------------------------- |
| 近畿広域圏   | 朝日放送テレビ（ABCテレビ） | テレビ朝日系列 | 土曜日 9:55 - 10:25  | 制作局 現・朝日放送テレビ |
| 青森県       | 青森朝日放送（ABA）         | テレビ朝日系列 | 土曜日 6:00 - 6:30   | 遅れネット                |
| 秋田県       | 秋田朝日放送（AAB）         | テレビ朝日系列 | 木曜日 16:30 - 17:00 | 遅れネット                |
| 福島県       | 福島放送（KFB）             | テレビ朝日系列 | 土曜日 7:30 - 8:00   | 遅れネット                |
| 中京広域圏   | メ〜テレ（NBN）             | テレビ朝日系列 | 土曜日 6:00 - 6:30   | 遅れネット                |
| 愛媛県       | 愛媛朝日テレビ（eat）       | テレビ朝日系列 | 日曜日 5:45 - 6:15   | 遅れネット                |
| 石川県       | 北陸朝日放送（HAB）         | テレビ朝日系列 | 火曜日 10:00 - 10:30 | 遅れネット                |

### かつて放送されていた放送局
- 北日本放送（KNB、2004年9月頃打ち切り）→富山テレビ放送（BBT、一時期のみ）

## 関連書籍
- 『土井善晴の男の料理教室』 学研 ISBN 4056041237

| 朝日放送テレビ（ABCテレビ） 土曜日9:55 - 10:25枠 | 朝日放送テレビ（ABCテレビ） 土曜日9:55 - 10:25枠 | 朝日放送テレビ（ABCテレビ） 土曜日9:55 - 10:25枠 |
| 前番組                                           | 番組名                                           | 次番組                                           |
| ------------------------------------------------ | ------------------------------------------------ | ------------------------------------------------ |
| おしゃべりブランチ                               | 食べて元気!ほらね                                | 週末の探検家〜夢羅針盤〜                         |